# Harmochirus proszynski
Harmochirus proszynski är en spindelart som beskrevs av Song D., Zhu M., Chen J. 200. Harmochirus proszynski ingår i släktet Harmochirus och familjen hoppspindlar. Inga underarter finns listade i Catalogue of Life.